# Urca (embarcación)

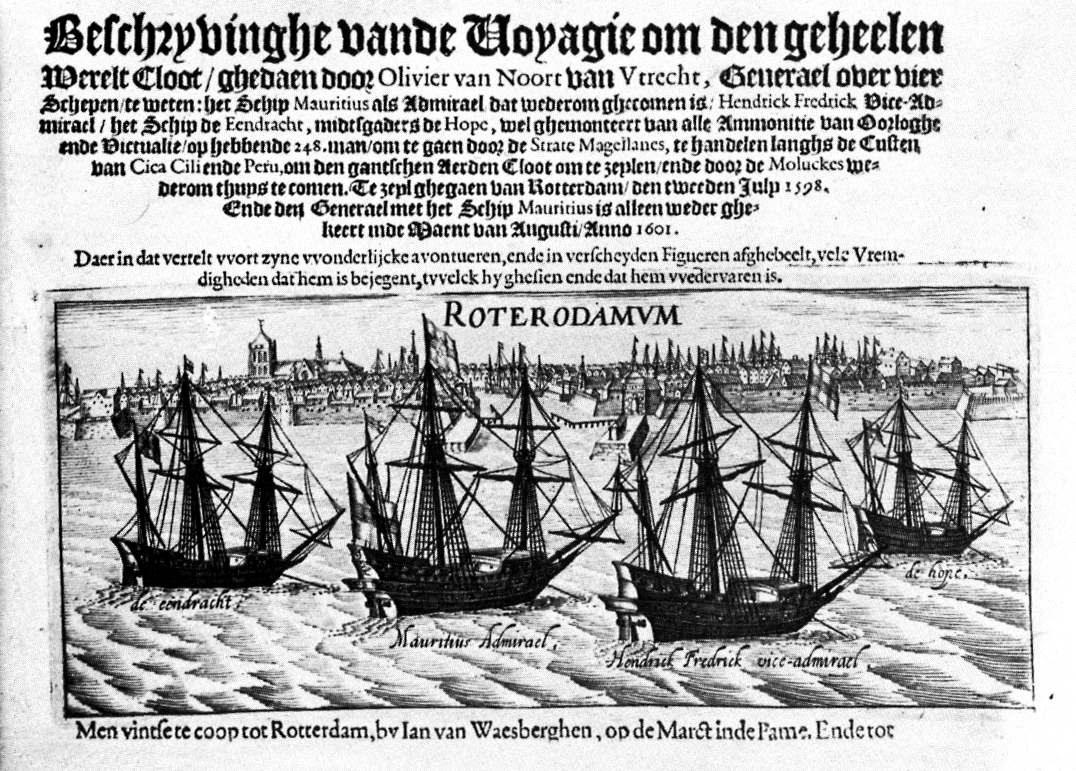
Grabado donde aparece la urca Eendracht, que formaba parte de la flota del pirata holandés Olivier van Noort (Utrecht, ca. 1558 – Schoonhoven, 22 de febrero de 1627)

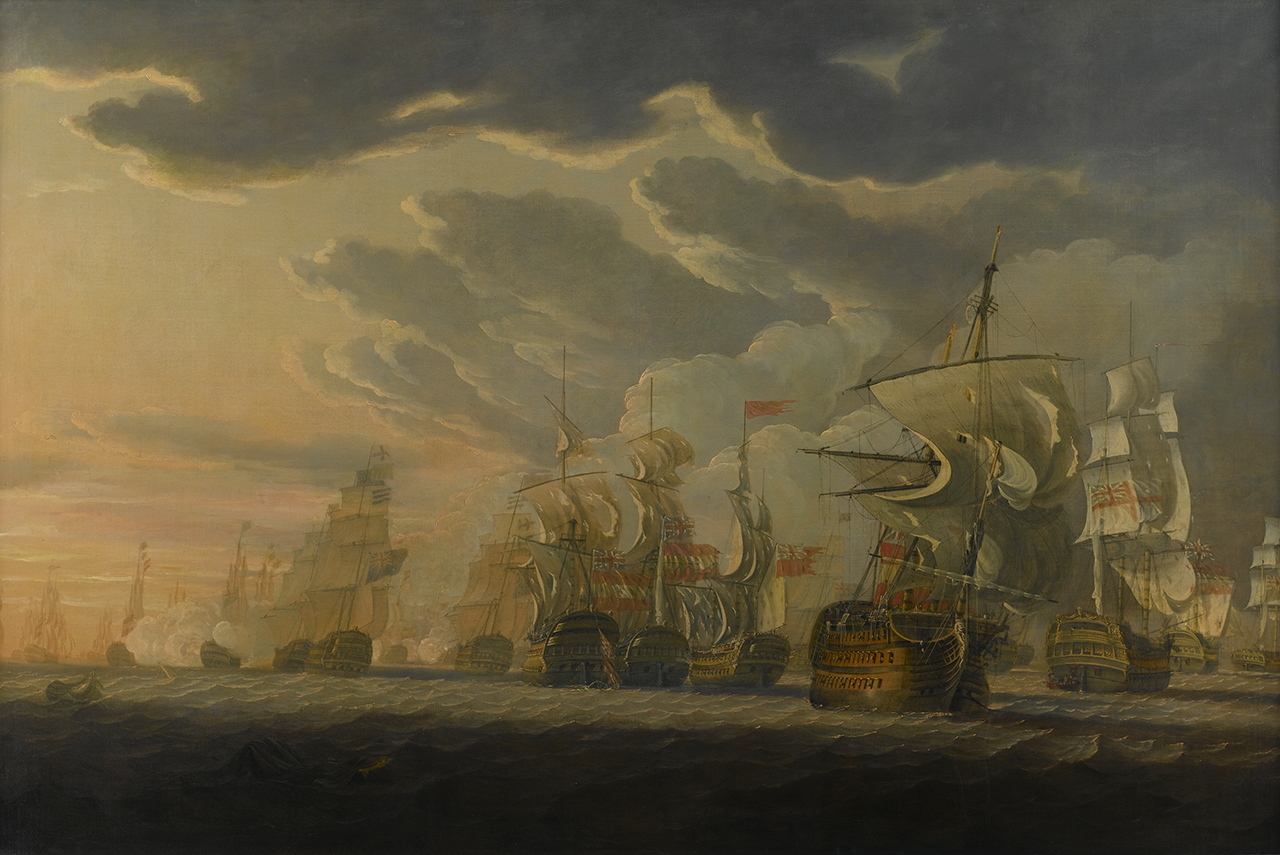
Final de la batalla del Cabo de San Vicente, obra del pintor inglés Robert Cleveley de 1798.

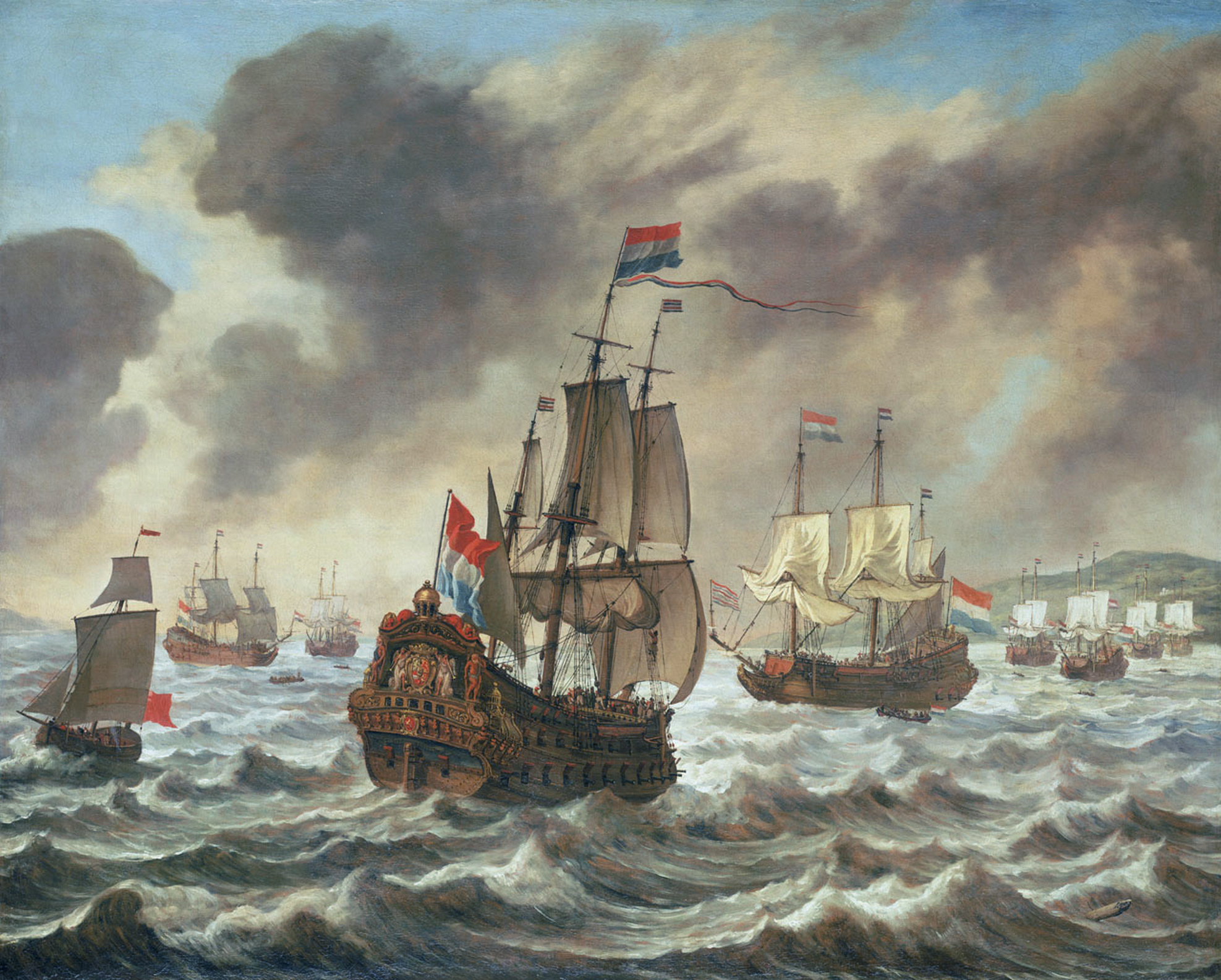
Antes de la batalla de las Dunas, de Reinier Nooms (cerca de 1639), representando el bloqueo holandés de la costa inglesa.

La urca fue un tipo de embarcación, similar a una fragata, de gran anchura en su centro, de unos 40 m de largo, que podía ser de carga para el transporte de mercancías o de guerra y que fue utilizada hasta el siglo XVIII. Durante la época de navegación a vela del siglo XIX la expresión "armada en Urca" se empleaba para las fragatas que se desarmaban, conservando la artillería ligera, para dejar más espacio para las mercancías.

## Historia
Fue la primera embarcación en sustituir a los modelos dedicados al transporte de mercaderías de la Edad Media, teniendo similitudes con los barcos de los vikingos. Por su capacidad de carga y su buena adaptación como buque de guerra fue utilizada por las marinas de los países nórdicos, y por sus creadores los holandeses, así como por los españoles e ingleses.
- Participaron urcas en varias batallas históricas como:

- Combate naval de los Abrojos en la bahía de Todos los Santos, Brasil, donde el almirante general de la Armada del Océano, Antonio de Oquendo, derrotó a una escuadra neerlandesa en 1631.
- La Jornada de Inglaterra, intento de invasión española de Inglaterra por parte de la Armada española en 1588.
- La batalla de la Isla Terceira, en 1582 entre franceses y españoles.
- La batalla de las Dunas, entre las armadas española y holandesa que tuvo lugar el 21 de octubre de 1639 en la rada de las Dunas —o de los Bajíos— (The Downs), cerca de la costa del condado de Kent, en Inglaterra, en el transcurso de la guerra de los Ochenta Años.
- La batalla del Cabo de San Vicente fue un combate naval que se libró el 14 de febrero de 1797 frente al cabo de San Vicente, en el extremo occidental de la costa portuguesa del Algarve, entre españoles e ingleses.

## Listado de urcas históricas
- Fama, San Pedro Mártir, urcas españolas que participaron en la batalla de las Dunas en 1639.
- Asunción, Santa Balbina y Santa Justa, urcas españolas que tomaron parte en la Batalla del Cabo de San Vicente en 1797 en el Algarve, Portugal.
- Medilan, urca holandesa retenida en depósito en el puerto de Cádiz en 1795 y capitaneada por Jacobo Texel.
- Concordia, urca holandesa retenida en depósito en el puerto de Cádiz en 1795 y capitaneada por Hans Schut.
- Fortuna, urca holandesa.
- Concepción, que formó parte de la Armada que luchó en Inglaterra y en Flandes en el siglo XVI.
- Concordia (Eendracht), urca holandesa apresada por el navío San Bartolomé en las Filipinas, en 1600.
- El Mundo de Plata (De Zilveren Wereld), urca holandesa que después de reconocer la costa de Guinea, cruza el Atlántico y llega al Río de la Plata. Cayó finalmente en manos de los portugueses en la Bahía de Todos los Santos, donde fue completamente saqueado y destruido en 1599. [1]

1. ↑  Ottsen, Hendrick (1945).  Armando Tonelli, ed. Un buque holandés en América del Sur : corto y verídico relato de la desgraciada navegación de un buque de Amsterdam : 1598-1601. Primera edición en holandes, año 1603. Buenos Aires, Argentina.: Editorial Huarpes. Consultado el 17 de julio de 2024.